# Bianca Bachmann
Bianca Bachmann (* 1972 in Mühldorf am Inn) ist eine deutsche Kabarettistin, Musikerin und Schauspielerin.

## Leben
Bianca Bachmann wuchs in Waldkraiburg auf.
Nach ihrem Abitur absolvierte sie Anfang der 1990er-Jahre an einer Schauspielschule in München eine professionelle Schauspiel-und-Gesangsausbildung.
Seit Mitte der 1990er-Jahre wirkte Bachmann als Bühnendarstellerin in mehreren Theaterstücken, Varieté-Shows und in Kabarett-Programmen mit, so unter anderem auch am Theater Hof und an der Komödie im Bayerischen Hof. Bei den Nockherberg-Singspielen 2004/2005 verkörperte sie Monika Hohlmeier. Gelegentlich steht sie auch als Schauspielerin vor der Kamera und wirkt dabei in Kurzfilmen und in Fernsehserien mit.
Seit November 2009 ist Bachmann festes Ensemblemitglied der Couplet-AG, einer Musik-Kabarettgruppe, die vor allem in Bayern auftritt und regelmäßig in der Sendung Brettl-Spitzen – Die Volkssänger-Revue gastiert.

## Filmografie
- 1999: Schwestern (Kurzfilm)
- 2000: Vater wider Willen (Fernsehserie, 1 Folge)
- 2002: Um Himmels Willen (Fernsehserie, 1 Folge)
- 2014: Kommissar Wolpert
- 2016: Dahoam is Dahoam (Fernsehserie, 3 Folgen)